# Kantharos

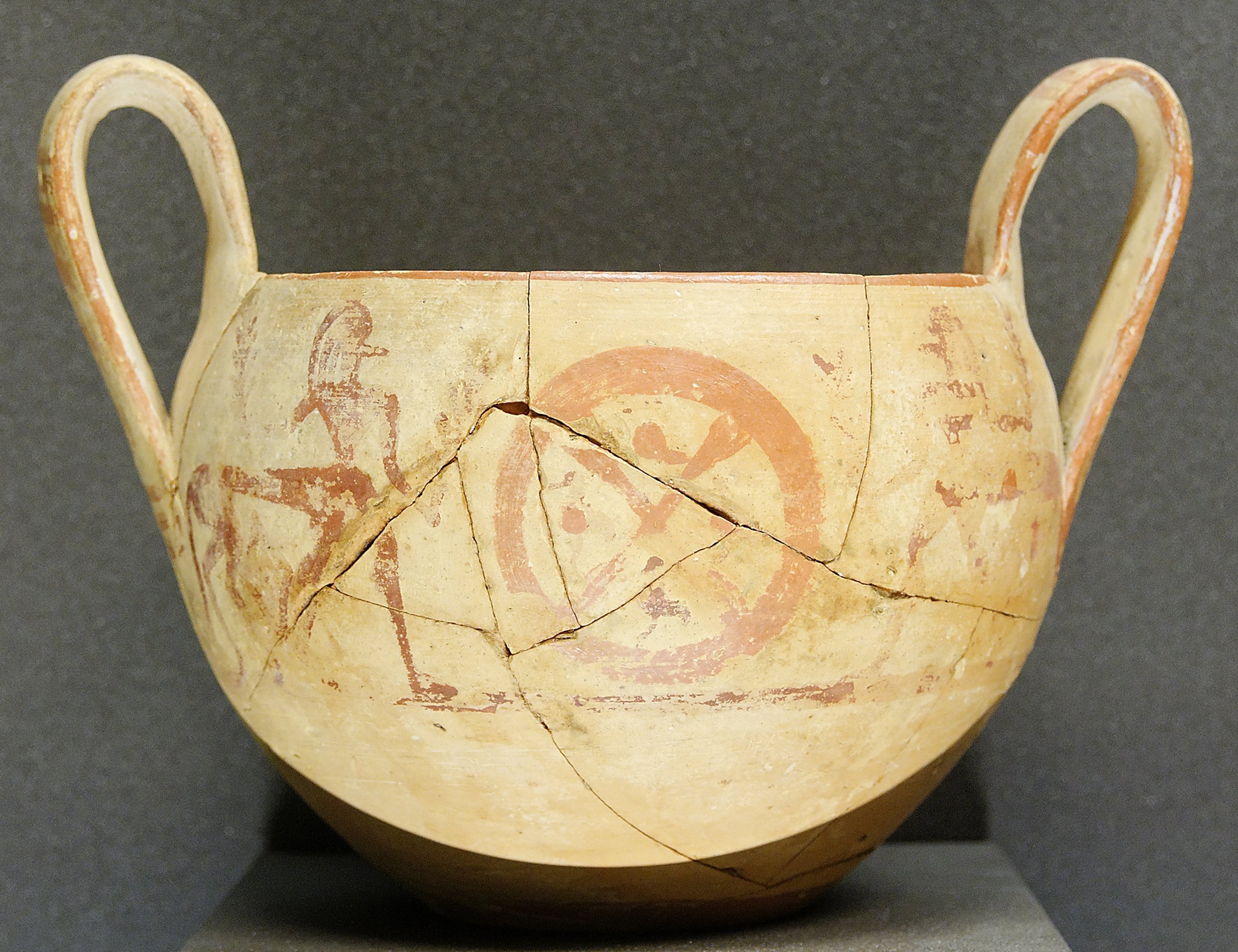
Attický pozdně geometrický kantharos kolem 715 – 700 př. n. l.

Kantharos (z řečtiny κάνθαρος - brouk) je starověký řecký pohár se dvěma vyššími vertikálními uchy po stranách, která výrazně převyšují jeho okraj. Je jedním z atributů boha Dionýsa, který je s ním často zobrazován na vázových malbách. Poprvé se kanthary nakrátko vyskytují již v helladské keramice doby bronzové. Poté se znovu začaly používat až v 8. století př. n. l. Jejich výskyt v keramickém provedení nebyl nijak častý. Řekové spíše dávali přednost kovové formě, jelikož vysoká ucha jsou v keramice značně nepraktická. Nejčastěji sloužily jako konvice na víno - k jeho rozlévání do menších pohárů.